# Redjuice

레드주스(redjuice, 1976년 - )는 일본의 남성 일러스트레이터이다. 일본 고치현 도사시미즈시 출신으로, 도쿄도 미타카시에서 거주하고 있다. supercell의 멤버 중 한 명으로, 픽시브 등에서는 시루(しる)의 이름으로 활동하고 있다.

## 인물 내력
원래 회사원을 하고 있었지만, 현 사장과 둘이서 회사원을 그만두고 회사를 설립하여 디자이너로서 웹 제작(웹 디자인)의 일을 하고 있었다. 2001년 무렵에 그림 게시판에 그림을 그리기 시작했다. 2007년 32세 때에는 일러스트레이터로서 데뷔했다. 그 후 미와 시로의 추천으로 supercell에 가입. 현재에도 웹 디자인 회사에 재적하고 있다. 일찍이 취미로 그림을 그리고 있었을 때는 일러스트레이터를 동경하고 있었지만 돈이 되지 않는다고 생각해,현재의 일러스트레이터의 일보다 웹 디자인의 일을 하고 있었을 때가 연수입이 높았다고 말했다. 다리를 꼰 자세로 라면을 먹어 다리가 저리는 일도 자주 있다고 한다.

## 작품 목록

### 일러스트
- GAINGAUGE "DIZZY in ass-ault empire"(자주 제작) - 자켓 일러스트
- supercell "ワールドイズマイン" - 이미지 일러스트
- livetune "Re:package"(빅터 엔터테인먼트) - 자켓 일러스트
- livetune "Re:MIKUS"(빅터 엔터테인먼트) - 자켓 일러스트
- REDALiCE "CRIMSON HARDCORE"(자주 제작) - 자켓 일러스트
- 교고쿠 나쓰히코 "루 가루: 기피 해야 할 늑대"(고단샤 노벨스) - 표지 일러스트
- supercell "안녕 메모리즈"(소니 뮤직 엔터테인먼트) - 자켓 일러스트
- "EXIT TUNES PRESENTS Supernova2"(EXIT TUNES) - 자켓 일러스트
- 에치젠 마타로 "마계탐정 명왕성O" 시리즈(고단샤 노벨스) - 표지 일러스트
- 앨리스☆클라라(소니 뮤직 엔터테인먼트) - 캐릭터 디자인,이미지 일러스트
- "EXIT TUNES PRESENTS Vocaloanthems"(EXIT TUNES) - 자켓 일러스트
- 우에오 히사미쓰 "ヴィークルエンド"(전격 문고) - 표지 일러스트
- supercell "Today Is A Beautiful Day" 초회한정판(소니 뮤직 엔터테인먼트) - 자켓 일러스트
- 나가타니 사토시 "BEATLESS"(월간 뉴타입) - 일러스트
- 교고쿠 나쓰히코 "루 가루2 인큐버스x서큐버스 相容れぬ夢魔"(고단샤 노벨스) - 표지 일러스트
- 굿 스마일 레이싱 "レーシングミク" 2010년판 - 일러스트
- supercell "My Dearest"(소니 뮤직 엔터테인먼트) - 자켓 일러스트
- EGOIST "Departures 〜당신에게 보내는 사랑의 노래〜"(애니플렉스) - 자켓 일러스트
- 유키링 "길티 크라운 레퀴엠 스코어"(토쿠마 노벨스) - 표지 일러스트
- EGOIST "The Everlasting Guilty Crown"(애니플렉스) - 자켓 일러스트
- supercell "고백×우리들의 발자국" 초회한정판A(소니 뮤직 엔터테인먼트) - 자켓 일러스트
- 스루가 히카루(砂阿久雁) "길티 크라운 프린세스 오브 데드 풀"(Nitroplus Books) - 표지 일러스트
- 슈키 리츠(周木 律) "안구당의 살인 TheBook"(고단샤 노벨스) - 표지 일러스트
- 이토 계획 "학살기관"(하야카와분코) - 표지 일러스트
- 이토 계획 "하모니"(하야카와분코) - 표지 일러스트

### 만화
- 廟 -BYOU-("계간GELATIN 2009 여름" 게재)

### 게임
- 하츠네 미쿠 -Project DIVA-(세가) - 일부 일러스트,일부 코스튬 디자인
- 하츠네 미쿠 -Project DIVA- 2nd(세가) - 일부 일러스트, 일부 코스튬 디자인
- LORD of VERMILION(스퀘어에닉스) - 일부카드 일러스트
- 花咲くまにまに(5pb.) - 캐릭터 디자인

### 애니메이션
- 길티 크라운 - 캐릭터 원안, 제21화 엔딩 카드 일러스트
- 나는 친구가 적다 - 제6화 엔딩 카드 일러스트
- 비비드 레드 오퍼레이션 - 컨셉 일러스트
- 진격의 거인 - 제19화 엔딩 카드 일러스트
- 블러드래드 - 제7화 엔딩 카드 일러스트

### 극장판 애니메이션
- 시자의 제국(屍者の帝国) - 캐릭터 디자인
- 하모니<harmony/> - 캐릭터 디자인